# Magyaróság
Magyaróság románul: Pădureni, falu Romániában, Erdélyben, Kolozs megyében.

## Fekvése
Tordától nyugatra fekvő település.

## Története
Magyaróság nevét 1435-ben említette először oklevél Mogiorosd néven.
Későbbi névváltozatai: 1456-ban Monyarossag, Monyorosag, 1733-ban Meyreu, 1750-ben 
Mujereu, 1760–2 között Magyarosság, 1805-ben Magyaros Ág, 1808-ban Magyaroság, 1861-ben Magyaróság, 1888-ban Magyaróság ≈ (Magyerus), 1913-ban Magyaróság.
1500-ban és 1505-ben p. Monyorosag Léta vára tartozéka volt. 1505-ben pedig Máté nevű kenézét említették. 1569-ben Kamuthy Balázs katonai érdemeiért megkapta Szentlászlót kúriájával és Kisfenest, majd a Kékbikk és Magyaróság határában levő halastavat "kétkerekő malmával" együtt.
A trianoni békeszerződés előtt Torda-Aranyos vármegye Alsójárai járásához tartozott.
1910-ben 379 lakosából 2 magyar, 377 román volt. Ebből 33 görögkatolikus, 343 görögkeleti ortodox volt.

## Források

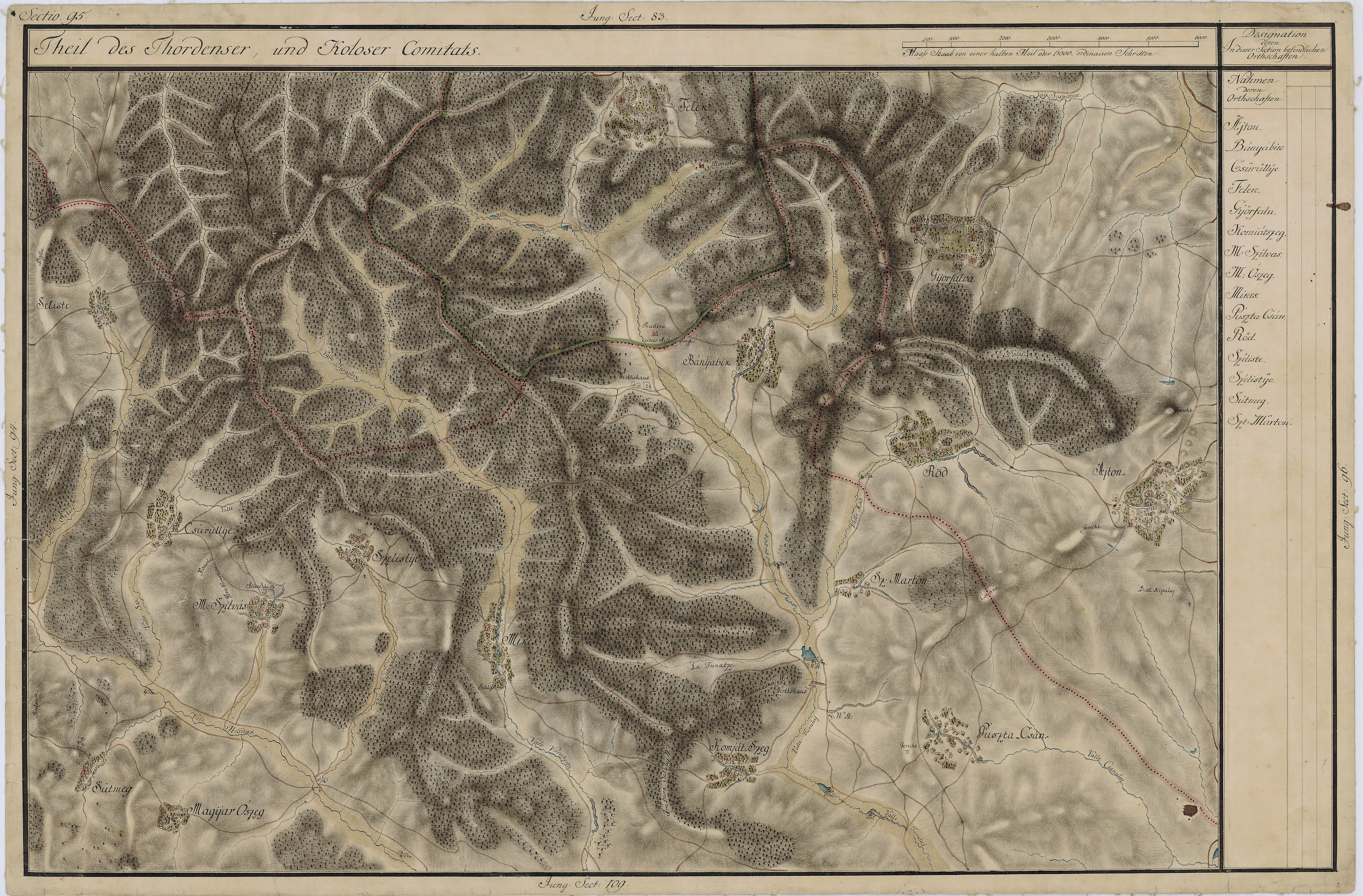
Magyaróság egy régi térképen